# Laphria royalensis
Laphria royalensis là một loài ruồi trong họ Asilidae. Laphria royalensis được Bromley miêu tả năm 1950. Loài này phân bố ở vùng Tân Bắc giới.